# DEC Alpha

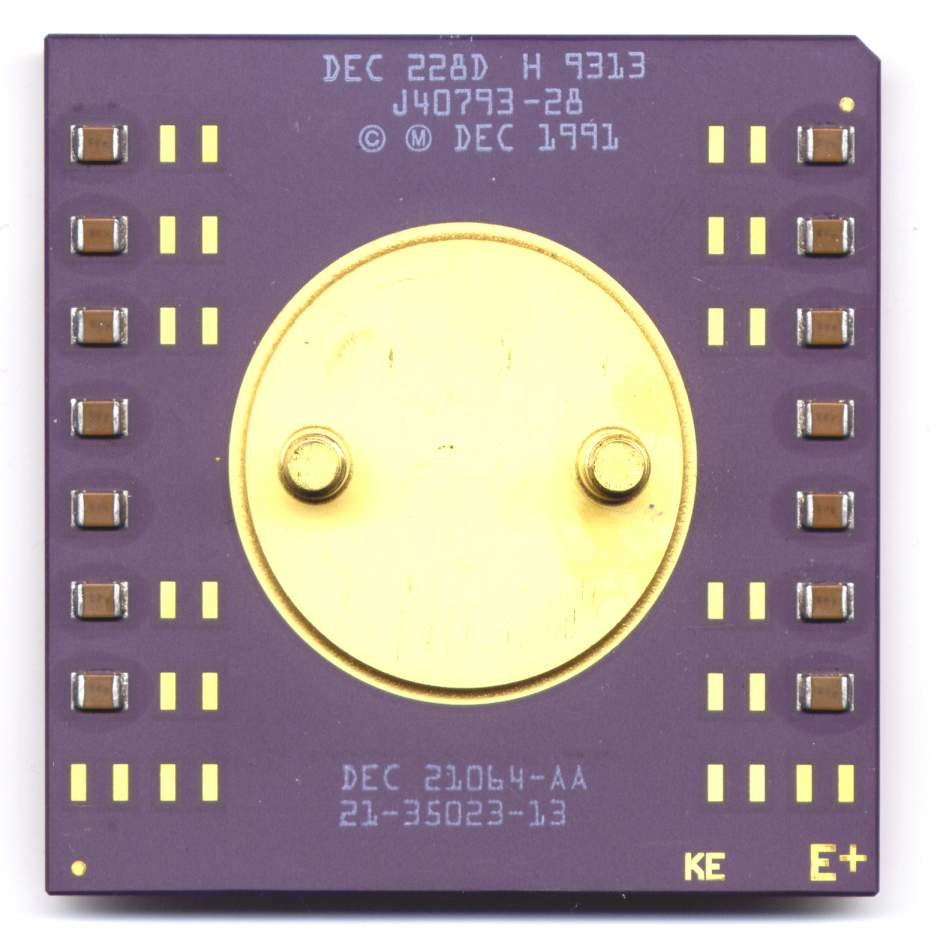
DEC Alpha AXP 21064 Microprocessor

De DEC Alpha, ook bekend als de Alpha AXP,  is een 64-bits RISC-microprocessor die oorspronkelijk ontwikkeld en gefabriceerd werd door Digital Equipment Corp (DEC) en werd gebruikt in de eigen workstations en servers van DEC. Ontworpen als opvolger van de VAX-computersystemen, ondersteunde de Alpha zowel het VMS-besturingssysteem als Digital UNIX (voorheen OSF/1, later Compaq Tru64 UNIX en HP Tru64 UNIX). Ook latere opensourcebesturingssystemen ondersteunen de Alpha, in het bijzonder Linux en BSD UNIX-varianten. Microsoft ondersteunde de processor tot aan Windows NT 4.0 SP6 maar verlengde de ondersteuning niet verder na release candidate 2 van Windows 2000.
Na de overname van DEC door Compaq en later door HP is de Alpha nog geruime tijd geleverd in serversystemen. Voor OpenVMS is de Alpha inmiddels opgevolgd door de Itanium, de gebruikers die Alpha's onder Unix draaien worden door HP aangemoedigd om naar een HP-Unix variant te migreren. Voor die systemen die niet gemigreerd kunnen worden zijn er een software-emulator oplossingen:
| Naam                       | Laatste versie | Datum            | Systeem | hostplatform | Licentie                                | Link |
| -------------------------- | -------------- | ---------------- | --- | --- | --------------------------------------- | ---- |
| vtAlpha                    | 4.3.0          | Januari 2023     | AlphaServer: alle modellen, AlphaStation: alle modellen | Bare Metal installatie, er is geen apart besturingssysteem vereist. Elk 64 bit-systeem, of virtueel systeem zoals VMware, Xen, Hyper-V, KVM, VirtualBox of Cloud kan gebruikt worden. | Commercieel                             |      |
| CHARON-AXP                 | 4.2            | 30 november 2012 | AlphaServer 4100, DS10, DS20, ES40, GS80, GS160, GS320 | Windows, Linux | Commercieel (+ Personal Alpha freeware) |      |
| CHARON-AXP/SMA(+),/Station | 2.2.37         | 20 december 2012 | AlphaServer 300, 800, 1000, 1200, 2000, 2100, 4000, 4100, DS10, DS20, DS25, ES40, ES45, 8200, 8400, AlphaStation 200, 250, 500, 600, DPW, XP1000, XP900, DMCC, DEC3000 | Windows | Commercieel                             |      |
| FreeAXP                    | 2.4.5.548      |                  | AlphaServer 400 | Windows | Freeware                                |      |
| Avanti                     | 2.4.5.548      |                  | AlphaServer 400 | Windows | Commercieel                             |      |